# فاسيلي تشاباييف

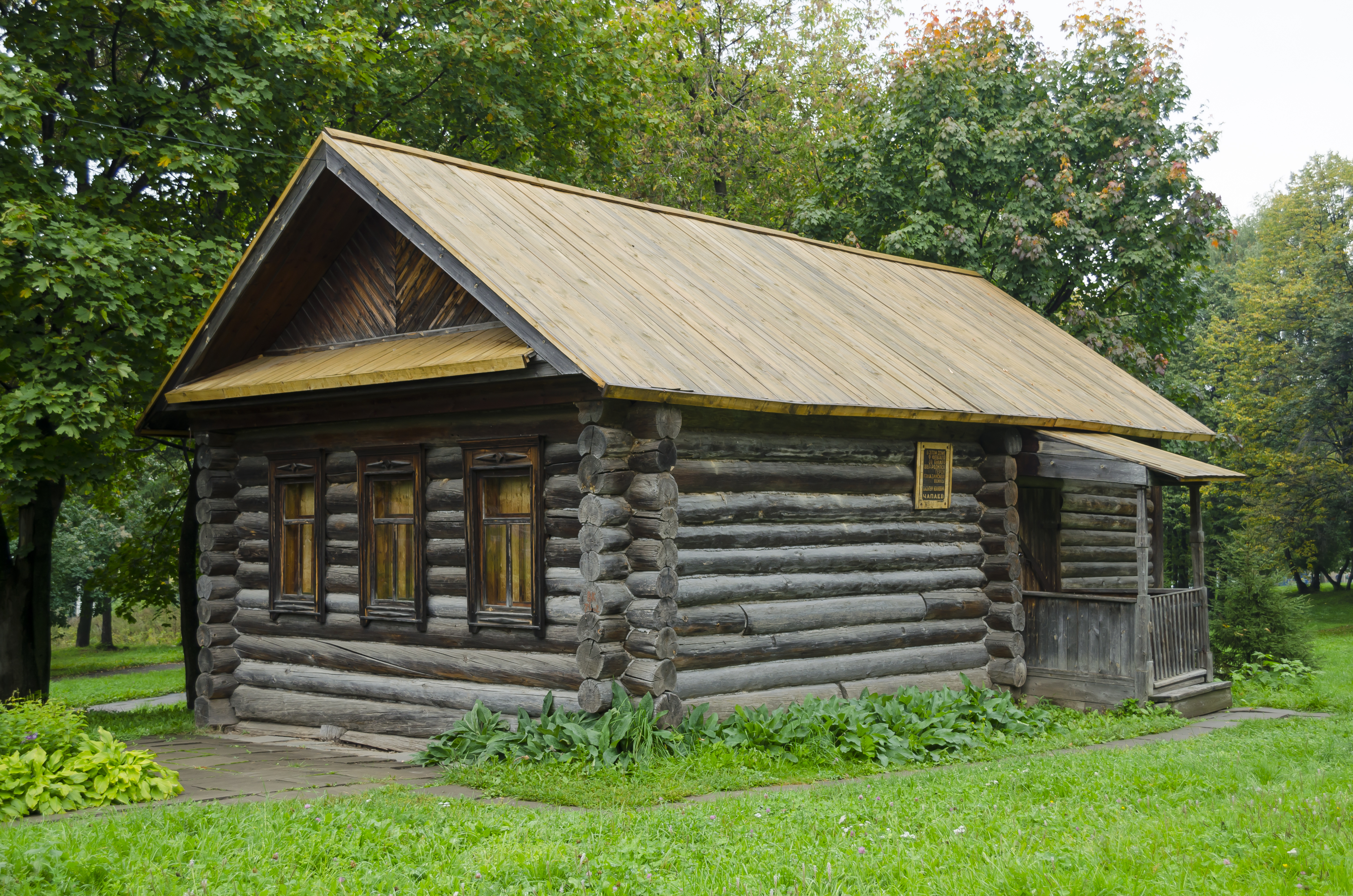
المنزل الذي ولد فيه فاسيلي تشاباييف

فاسيلي إيفانوفيتش تشاباييف (بالروسية:Василий Иванович Чапаев) (1887 - 5 سبتمبر 1919) كان جندياً روسياً شهيراً وقائداً في الجيش الأحمر خلال الحرب الأهلية الروسية.